# Bert Gabriëls

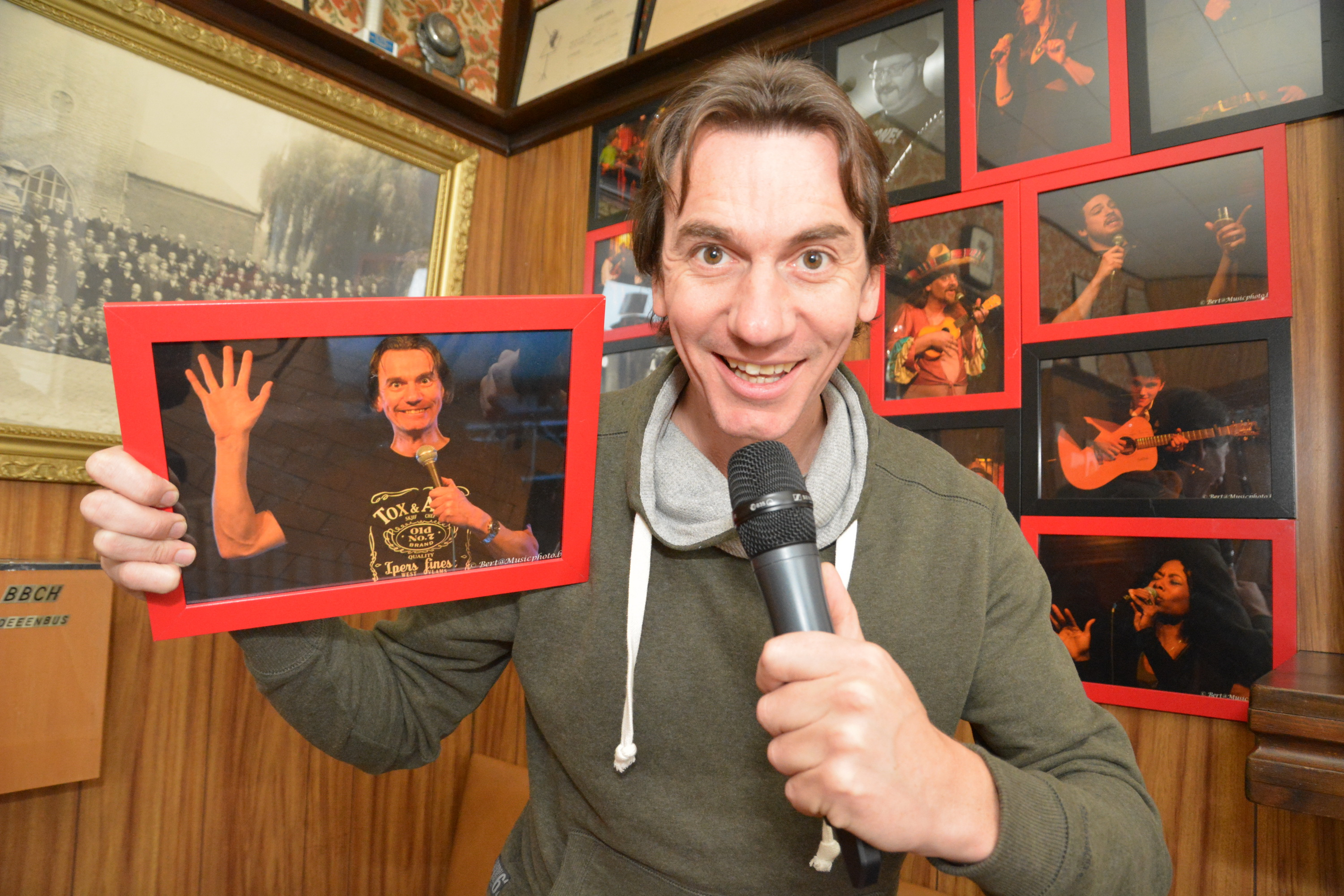
Gabriëls in een comedyclub in Heffen

Bert Gabriëls (Londerzeel, 11 december 1973) is een Vlaams-Belgische standup-comedian. Hij is vooral bekend van het Canvas-programma Zonde van de zendtijd.

## Stand-upcomedy
In februari 2004 begon Gabriëls met een comedyact op het open podium in Theater De Engelenbak in Amsterdam. Twee maanden later stond hij in de finale van het AKF Stand-Up Comedy Concours. De eerste prijs was voor Emiel Gronert, de tweede plaats werd gedeeld door Jeroen Pater en Gabriëls. Dan won hij de 123comedy award voor beginnend talent en in juni 2004 won hij de Radio2-humorprijs, wat hem de column 'Frans Kaftjens' opleverde voor het programma MEMO. Twee jaar lang sloot Frans Kaftjens elke vrijdag het programma af. Eind 2004 haalde Gabriëls de finale van de Culture Comedy Award. In 2005 stond hij in de finale van het Deltion Cabaretfestival en in 2006 won hij de Knock Out Comedy Award te Amsterdam.
Zijn eerste avondvullende show Gestorven Onzin kwam uit in november 2006 in de Arenbergschouwburg te Antwerpen en bevatte het beste van zijn materiaal uit twee jaar stand-upcomedy. Die show werd in 2008 opgenomen in samenwerking met Canvas en in november 2009 door deze zender uitgezonden. Het Belgische tijdschrift P-Magazine besloot de dvd in april 2010 samen met P-Magazine in de rekken te plaatsen.
De tweede show, Pech, ging in première op 12 september 2009. Pech was een show vol observatiehumor en rare kronkels, visueel ondersteund met een PowerPoint-presentatie. Deze show kwam ook beschikbaar op dvd.
Zijn derde show, Druk Druk Druk, die in januari 2012 in première ging, is een opeenstapeling van herkenbare situatiecomedy en humoristische, kritische bedenkingen bij de kleine onhebbelijkheden van de mens. Van mij mag het was in 2016 zijn vierde zaalshow. Hij maakte ook schoolvoorstellingen.
In 2018 toerde hij met de show Gelukzoeker. In 2019, 2020 en 2021 maakte hij een eindejaarsconference. Met de show Live vanuit de Wetstraat treedt hij op in 2025.

## Televisie
Reeds vanaf 2005 werkte Gabriëls mee aan televisieprogramma's. Er werden in 2005 opnames gemaakt van de comedyact voor het TV1-programma De Bovenste Plank, en ook een sketch met Urbanus voor het programma In de Ban van Urbanus. In 2006 volgde een optreden voor het Canvas-programma Comedy Casino.
Vanaf januari 2009 tot eind 2011 presenteerde hij drie seizoenen samen met Henk Rijckaert een eigen Canvas-programma, Zonde van de zendtijd. Een tweede seizoen (2010) kende spectaculaire kijkcijfers. In maart 2010 werd het programma bekroond met de Vlaamse Televisie Ster voor "Beste Humor- en Comedy Programma".
Ondertussen was hij vaak te gast in verschillende VRT-programma's, zoals Villa Vanthilt, De Laatste Show, De Zevende Dag en De klas van Frieda. Daarnaast was hij een van de gevolgde BV's voor het VT4-programma Wat een Leven. Ook in Nederland was Gabriëls op televisie te zien, zoals bijvoorbeeld in Gehaktdag van de AVRO en De wereld draait door. In 2016 nam hij deel aan het VIER-programma "Terug naar eigen land", waarin hij samen met 6 andere bekende Vlamingen in de voetsporen trad van de vluchtelingen.
In 2016 is hij ook te zien als een van de comedians bij het onelinerprogramma Padoem Patsss op NPO 3.

## Theater
In '96 was Bert Gabriëls laureaat van Germania's literaire wedstrijd. Hij schreef drie theaterteksten voor Cie De Hitte (De Leedlozen, Het Complex Höfund en later nog Het stuk Oh) en een voor Poos Plastiek (Prinses de Tweede). Gabriëls schreef dialogen voor de film Le Bal Masqué van cineast Julien Vrebos.
Pas nadien studeerde hij Toneelregie aan de Toneelacademie in Maastricht. Het stuk Oh was een afstudeerproject. Hij is mede-oprichter van het Maastrichts gezelschap 101punt, waarbij hij als acteur en schrijver meewerkte aan de voorstellingen Grand Prix (regieconferentie Jeker studio Maastricht), De Parade (Eenakterfestival Breda) en De Drang (reizende voorstelling doorheen de provincie Limburg). Het gezelschap maakte van 2001 tot en met 2004 vijf theaterproducties en speelde in Maastricht, Amsterdam, Antwerpen en Gent.

## Juristenwerk
Bert Gabriëls is jurist en filosoof. Hij studeerde rechtsgeleerdheid en filosofie aan de Universiteit van Leuven. Hij werkte voor de Dienst Vreemdelingenzaken in Antwerpen, voor Vluchtelingenwerk Vlaanderen, advocatenkantoor Verstrepen en voor het Vlaams Minderhedencentrum. Hij schreef artikels voor de Administratieve Wijzer Vreemdelingenrecht van Kluwer, en publiceerde in het najaar van 2009 in de reeks Wet en Duiding van Larcier een overzichtswerk, waarin de nieuwe verblijfswet voorzien wordt van een uitgebreide commentaar. In 2021 werd Gabriëls adviseur Legale migratie en Communicatie van CD&V-politicus Sammy Mahdi, later Nicole de Moor, Staatssecretaris Asiel en Migratie in de Federale Regering-De Croo.